# Louise Rudenschöld
Eva Christina Lovisa (Louise) Rudenschöld, född  4 oktober 1828 på Hinderstorp, Häggesleds socken, Skaraborgs län, död 17 juni 1902 i Stockholm, var en svensk konstnär.
Hon var dotter till kammarherren Ture Gabriel Rudenschöld och grevinnan Augusta Charlotta Lovisa Stackelberg och från 1858 gift med arkitekten Per Ulrik Stenhammar (1829–1875), med vilken hon fick sönerna Ernst Stenhammar och Wilhelm Stenhammar. Rudenschöld var verksam som porträttör och utförde bland annat under 1840- och 1850-talen ett stort antal porträtt med olika medlemmar ur släkten Ehrenkrona. Hennes konst består av teckningar eller akvareller. Makarna Stenhammar är begravda på Norra begravningsplatsen utanför Stockholm.